# Teodoro Sigritzes
Teodoro Sigritsa (em búlgaro: Теодор Сигрица) ou Teodoro Sigritzes (em grego medieval: Θεόδωρος Σιγρίτζης; m. 924) era militar e emissário do Império Búlgaro no século X, ativo durante o reinado do cã Simeão I (r. 893–927). É lembrado por seu envolvimento nas campanhas que levaram a conquista do Principado da Sérvia pelo Império Búlgaro em 924. Foi morto numa emboscada durante uma de suas expedições contra os sérvios. É possível que Teodoro seja identificado com um ou todos os indivíduos de mesmo nome que foram citados respectivamente em 895, 904 e 913.

## Vida
Em 917, o príncipe sérvio Pedro, que era um aliado do cã, mudou de lado abertamente e passou a apoiar o Império Bizantino. Após sua vitória na Batalha de Anquíalo em 917, o caminho para Constantinopla ficou aberto, mas Simeão decidiu lidar com Pedro antes de avançar contra os bizantinos. Um exército sob Teodoro e Marmais foi enviado contra ele, e os generais persuadiram-o a encontrá-los, capturaram-o e enviaram-o a Preslava, onde morreu na prisão. Eles nomearam seu sobrinho Paulo como novo príncipe, mas em 921, Paulo também traiu os búlgaros. Simeão enviou um exército sob Zacarias, que rapidamente depôs o rebelde e tomou o trono. Logo, porém, Zacarias abertamente declarou-se leal ao Império Bizantino e começou hostilidades contra a Bulgária. Em 923 ou 924 Simeão enviou um pequeno exército sob Teodoro e Marmais, mas foram emboscados e mortos. Zacarias enviou suas cabeças e armadura para Constantinopla. Essa ação provocou uma grande campanha de retaliação em 924, que anexou a Sérvia como província do Império Búlgaro.